# Лига леумит Израиля по хоккею в сезоне 2017/2018
Сезон 2017/2018 — 6-й сезон чемпионата Национальной (леумит) лиги Израиля по хоккею, второй по силе лиге израильского хоккея

## Ход турнира
В турнире приняли участие команды, игравшие в финальном турнире второго дивизиона прошлого года и победитель утешительного турнира.
Как и в прошлом году борьба за лидерство проходила между командами из Иерусалима и Цорана. Так же в борьбу за переход в высший дивизион подключилась команда клуба Ришон Девилз, «Ришон Монстерс».
У победителя турнира, команды «Джерузалем Беэрз», была осечка лишь в первом туре. Команда проиграла по буллитам, но в остальных шести матчах одержала победы с крупным счётом.

## Регулярный чемпионат
Результаты матчей «Драгонс-2» — «Драгонс-3» и «Сильвер Фокс-2» — «Цоран» были отменены.
|  | Команда, выходящая в высшую лигу 2018/2019 |

### Таблица
| М | Команда          | И | В | ВО | ПО | П | ШЗ | ШП | РШ  | О  |
| - | ---------------- | - | - | -- | -- | - | -- | -- | --- | -- |
| 1 | Джерузалем Беэрз | 7 | 6 | 0  | 1  | 0 | 55 | 13 | +42 | 19 |
| 2 | Ришон Монстерс   | 7 | 5 | 0  | 0  | 2 | 28 | 20 | +8  | 15 |
| 3 | Цоран Фальконс   | 6 | 4 | 0  | 0  | 2 | 42 | 17 | +25 | 12 |
| 4 | Драгонс — 2      | 6 | 3 | 1  | 0  | 2 | 22 | 22 | 0   | 11 |
| 5 | Сильвер Фокс-2   | 6 | 2 | 0  | 1  | 3 | 22 | 29 | -7  | 7  |
| 6 | ХК Беэр-Шева     | 7 | 2 | 0  | 1  | 4 | 26 | 36 | -10 | 7  |
| 7 | Драгонс — 3      | 6 | 1 | 1  | 0  | 4 | 19 | 40 | -21 | 5  |
| 8 | Уайт Беэрз       | 7 | 0 | 1  | 0  | 6 | 20 | 57 | -37 | 2  |

### Результаты
| Команда          | 1         | 2      | 3         | 4         | 5         | 6         | 7     | 8         |
| ---------------- | --------- | ------ | --------- | --------- | --------- | --------- | ----- | --------- |
| Джерузалем Беэрз | @         | 7 : 2  | 4 : 5 (Б) | 5 : 2     | 10 : 1    | 8 : 2     | 8 : 0 | 13 : 1    |
| Цоран Фальконс   | 2 : 7     | @      | 6 : 1     | 15 : 2    | :         | 8 : 3     | 1 : 4 | 10 : 0    |
| Драгонс — 2      | 5 : 4 (Б) | 1 : 6  | @         | :         | 3 : 0     | 5 : 2     | 2 : 5 | 6 : 5     |
| Драгонс — 3      | 2 : 5     | 2 : 15 | :         | @         | 4 : 3 (Б) | 4 : 9     | 1 : 4 | 6 : 4     |
| Сильвер Фокс-2   | 1 : 10    | :      | 0 : 3     | 3 : 4 (Б) | @         | 4 : 2     | 1 : 8 | 13 : 2    |
| ХК Беэр-Шева     | 2 : 8     | 3 : 8  | 2 : 5     | 9 : 4     | 2 : 4     | @         | 4 : 2 | 4 : 5 (Б) |
| Ришон Монстерс   | 0 : 8     | 4 : 1  | 5 : 2     | 4 : 1     | 8 : 1     | 2 : 4     | @     | 5 : 3     |
| Уайт Беэрз       | 1 : 13    | 0 : 10 | 5 : 6     | 4 : 6     | 2 : 13    | 5 : 4 (Б) | 3 : 5 | @         |

- При равенстве очков, место команды определяется по результату личной встречи.

### Отчёты о матчах
Время местное (UTC+2).
| 23 октября 2017 22:45 | Цоран Фальконс | 10 : 0 (3:0, 5:0, 2:0) | Тель-Монд Уайт Бэрс | Айс Пикс, Холон |

| Отчёт | Отчёт                                    | Отчёт   | Отчёт                        | Отчёт                                |
| --- | ---------------------------------------- | ------- | ---------------------------- | ------------------------------------ |
| |                                          |         |                              |                                      |
| | Алон Леви Идо Штейнберг                  | Вратари | 00:00-60:00 — Евгений Крюков | Судьи: Моше Элькин Аркадий Хабинский |
| | Голы:                                    |         |                              | Судьи: Моше Элькин Аркадий Хабинский |
| Эйтан Гофман — 06:30 Галь Атлан — 16:30 Гай Эйн-Дор — 16:30 (Галь Осиров) Ран Абрамович — 28:20 Александр Терентаев — 30:45 Галь Осиров — 33:30 (Ран Абрамович) Эйтан Гофман — 35:20 (Галь Атлан) Гай Эйн-Дор — 38:20 Эйтан Гофман — 40:20 Гай Эйн-Дор — 55:30 | 1:0 2:0 3:0 4:0 5:0 6:0 7:0 8:0 9:0 10:0 |         |                              | Судьи: Моше Элькин Аркадий Хабинский |
| |                                          |         |                              | Судьи: Моше Элькин Аркадий Хабинский |
| |                                          |         |                              | Судьи: Моше Элькин Аркадий Хабинский |
| |                                          |         |                              | Судьи: Моше Элькин Аркадий Хабинский |
| 0 мин | Штраф                                    | 6 мин   |                              | Судьи: Моше Элькин Аркадий Хабинский |
| |                                          |         |                              |                                      |
| |                                          |         |                              |                                      |

| 30 октября 2017 22:45 | Джерузалем Беэрз | 4 : 5(Б) (2:3, 0:1, 2:0, 0:1) | Драгонс — 2 | Айс Пикс, Холон |

| Отчёт | Отчёт                                        | Отчёт | Отчёт                        | Отчёт                                    |
| --- | -------------------------------------------- | --- | ---------------------------- | ---------------------------------------- |
| |                                              | |                              |                                          |
| | Евгений Лимонов — 00:00 — 60:00              | Вратари | Аркадий Черняк Шай Розенберг | Судьи: Виктор Воробьёв Аркадий Хабинский |
| | Голы:                                        | |                              | Судьи: Виктор Воробьёв Аркадий Хабинский |
| Михаэль Миллер — 08:00 Дмитрий Розенман — 19:58 (Биньямин Пилатовский) Дмитрий Розенман — 43:50 Дмитрий Розенман — 56:20 Биньямин Пилатовский Дмитрий Розенман Валерий Силютин | 1:0 1:1 1:2 1:3 2:3 2:4 3:4 4:4 4:5 Буллиты: | 09:05 — Борис Котлер 10:20 — Андрей Женишев (Борис Котлер) 17:30 — Борис Котлер 20:40 — Гавриэль Карасин 65:00 — Денис Гущин(поб. бул.) Борис Котлер Гавриэль Карасин Денис Гущин |                              | Судьи: Виктор Воробьёв Аркадий Хабинский |
| |                                              | |                              | Судьи: Виктор Воробьёв Аркадий Хабинский |
| |                                              | |                              | Судьи: Виктор Воробьёв Аркадий Хабинский |
| |                                              | |                              | Судьи: Виктор Воробьёв Аркадий Хабинский |
| 0 мин | Штраф                                        | 2 мин |                              | Судьи: Виктор Воробьёв Аркадий Хабинский |
| |                                              | |                              |                                          |
| |                                              | |                              |                                          |

| 6 ноября 2017 22:45 | Сильвер Фокс-2 | 4 : 2 (1:1, 1:1, 2:0) | ХК Беэр-Шева | Айс Пикс, Холон |

| Отчёт                                                             | Отчёт          | Отчёт                                          | Отчёт     | Отчёт              |
| ----------------------------------------------------------------- | -------------- | ---------------------------------------------- | --------- | ------------------ |
|                                                                   |                |                                                |           |                    |
|                                                                   | Даниэль Гохман | Вратари                                        | Лев Генин | Судья: Моше Элькин |
|                                                                   |                |                                                |           | Судья: Моше Элькин |
| Таль Розенцвейг Илан Рубинштейн Исраэль Букара Яков Фольгларнатер |                | Борис Кондаков Александр Литвак (Эдуард Токер) |           | Судья: Моше Элькин |
|                                                                   |                |                                                |           | Судья: Моше Элькин |
|                                                                   |                |                                                |           | Судья: Моше Элькин |
|                                                                   |                |                                                |           | Судья: Моше Элькин |
| 22 мин                                                            | Штраф          | 0 мин                                          |           | Судья: Моше Элькин |
|                                                                   |                |                                                |           |                    |
|                                                                   |                |                                                |           |                    |

| 13 ноября 2017 22:45 | Ришон Монстерс | 5 : 3 (1:0, 2:1, 2:2) | Тель-Монд Уайт Бэрс | Айс Пикс, Холон |

| Отчёт | Отчёт      | Отчёт                                                      | Отчёт          | Отчёт                 |
| --- | ---------- | ---------------------------------------------------------- | -------------- | --------------------- |
| |            |                                                            |                |                       |
| | Рази Брига | Вратари                                                    | Евгений Крюков | Судья: Иошуа Гринберг |
| |            |                                                            |                | Судья: Иошуа Гринберг |
| Семён Россоховатский, Итай Зрихен, Александр Тейтс (С. Россоховатский), Александр Тейтс, Аркадий Хабинский |            | Николай Екимовский, Николай Екимовский, Николай Екимовский |                | Судья: Иошуа Гринберг |
| |            |                                                            |                | Судья: Иошуа Гринберг |
| |            |                                                            |                | Судья: Иошуа Гринберг |
| |            |                                                            |                | Судья: Иошуа Гринберг |
| 6 мин | Штраф      | 6 мин                                                      |                | Судья: Иошуа Гринберг |
| |            |                                                            |                |                       |
| |            |                                                            |                |                       |

| 20 ноября 2017 22:45 | Сильвер Фокс-2 | 0 : 3 (0:0, 0:0, 0:3) | Драгонс — 2 | Айс Пикс, Холон |

| Отчёт  | Отчёт      | Отчёт                                                             | Отчёт         | Отчёт                               |
| ------ | ---------- | ----------------------------------------------------------------- | ------------- | ----------------------------------- |
|        |            |                                                                   |               |                                     |
|        | Дан Гохман | Вратари                                                           | Шай Розенберг | Судьи: Моше Элькин Арсений Бондарёв |
|        |            |                                                                   |               | Судьи: Моше Элькин Арсений Бондарёв |
|        |            | Юрий Шварцбурд, Гавриэль Карасин, Гавриэль Карасин (Борис Котлер) |               | Судьи: Моше Элькин Арсений Бондарёв |
|        |            |                                                                   |               | Судьи: Моше Элькин Арсений Бондарёв |
|        |            |                                                                   |               | Судьи: Моше Элькин Арсений Бондарёв |
|        |            |                                                                   |               | Судьи: Моше Элькин Арсений Бондарёв |
| 12 мин | Штраф      | 2 мин                                                             |               | Судьи: Моше Элькин Арсений Бондарёв |
|        |            |                                                                   |               |                                     |
|        |            |                                                                   |               |                                     |

| 27 ноября 2017 22:45 | Джерузалем Беэрз | 13 : 1 (4:1, 5:0, 4:0) | Тель-Монд Уайт Бэрс | Айс Пикс, Холон |

| Отчёт | Отчёт           | Отчёт     | Отчёт          | Отчёт                                  |
| --- | --------------- | --------- | -------------- | -------------------------------------- |
| |                 |           |                |                                        |
| | Евгений Лимонов | Вратари   | Евгений Крюков | Судьи: Виктор Воробьёв Дмитрий Громков |
| |                 |           |                | Судьи: Виктор Воробьёв Дмитрий Громков |
| Станислав Ратнер, Дмитрий Розенман (С. Ратнер), Эли Франкель (В. Силютин), Валерий Силютин, Владимир Свердлов (Д. Розенман), Валерий Силютин, Дмитрий Розенман (М. Миллер), Станислав Ратнер, Павел Терехов (М. Миллер), Шломо Мизрахи, Станислав Ратнер (Д. Розенман), Эли Франкель (Ш. Мизрахи), Михаэль Миллер, (Д. Розенман) |                 | Гай Бегун |                | Судьи: Виктор Воробьёв Дмитрий Громков |
| |                 |           |                | Судьи: Виктор Воробьёв Дмитрий Громков |
| |                 |           |                | Судьи: Виктор Воробьёв Дмитрий Громков |
| |                 |           |                | Судьи: Виктор Воробьёв Дмитрий Громков |
| 4 мин | Штраф           | 2 мин     |                | Судьи: Виктор Воробьёв Дмитрий Громков |
| |                 |           |                |                                        |
| |                 |           |                |                                        |

| 1 декабря 2017 23:45 | Цоран Фальконс | 15 : 2 (2:1, 6:0, 7:1) | Драгонс — 3 | Айс Пикс, Холон |

| Отчёт | Отчёт        | Отчёт                                                              | Отчёт          | Отчёт                                  |
| --- | ------------ | ------------------------------------------------------------------ | -------------- | -------------------------------------- |
| |              |                                                                    |                |                                        |
| | Нир Френкель | Вратари                                                            | Аркадий Черняк | Судьи: Семён Якубович Арсений Бондарёв |
| |              |                                                                    |                | Судьи: Семён Якубович Арсений Бондарёв |
| Ран Абрамович, Галь Атлан (Рон Дискин), Эйтан Гофман (Идан Куперман), Идан Куперман (Гай Эйн Дор), Ран Абрамович (Саги Линшиц), Саги Линшиц, Макс Линшиц (Идан Куперман), Эйтан Гофман (Гай Эйн Дор), Саги Линшиц, Эйтан Гофман (Гай Эйн Дор), Омер Шув-Ами (Гай Эйн Дор), Ран Абрамович (Рон Дискин), Саги Линшиц (Макс Линшиц), Гай Эйн Дор (Идан Куперман), Эйтан Гофман |              | Нета Хальперт (Ноам Костринский), Ноам Костринский (Нета Хальперт) |                | Судьи: Семён Якубович Арсений Бондарёв |
| |              |                                                                    |                | Судьи: Семён Якубович Арсений Бондарёв |
| |              |                                                                    |                | Судьи: Семён Якубович Арсений Бондарёв |
| |              |                                                                    |                | Судьи: Семён Якубович Арсений Бондарёв |
| 0 мин | Штраф        | 0 мин                                                              |                | Судьи: Семён Якубович Арсений Бондарёв |
| |              |                                                                    |                |                                        |
| |              |                                                                    |                |                                        |

| 8 декабря 2017 23:45 | Цоран Фальконс | 8 : 3 (1:2, 2:1, 5:0) | ХК Беэр-Шева | Айс Пикс, Холон |

| Отчёт | Отчёт        | Отчёт                                                    | Отчёт                   | Отчёт                                  |
| --- | ------------ | -------------------------------------------------------- | ----------------------- | -------------------------------------- |
| |              |                                                          |                         |                                        |
| | Нир Френкель | Вратари                                                  | Александр Добровольский | Судьи: Семён Якубович Арсений Бондарёв |
| |              |                                                          |                         | Судьи: Семён Якубович Арсений Бондарёв |
| Омер Шув-Ами (Идан Куперман), Омер Шув-Ами (Ран Абрамович), Эйтан Гофман (Макс Линшиц), Эйтан Гофман (Галь Атлан), Саги Линшиц (Рон Дискин), Эйтан Гофман (Омер Шув-Ами), Ран Абрамович (Саги Линшиц), Галь Атлан (Эйтан Гофман) |              | Владислав Кришанский, Александр Литвак, Александр Шуляев |                         | Судьи: Семён Якубович Арсений Бондарёв |
| |              |                                                          |                         | Судьи: Семён Якубович Арсений Бондарёв |
| |              |                                                          |                         | Судьи: Семён Якубович Арсений Бондарёв |
| |              |                                                          |                         | Судьи: Семён Якубович Арсений Бондарёв |
| 2 мин | Штраф        | 6 мин                                                    |                         | Судьи: Семён Якубович Арсений Бондарёв |
| |              |                                                          |                         |                                        |
| |              |                                                          |                         |                                        |

| 11 декабря 2017 22:45 | ХК Беэр-Шева | 4 : 5(Б) (2:1, 1:3, 1:0, 0:1) | Тель-Монд Уайт Бэрс | Айс Пикс, Холон |

| Отчёт | Отчёт     | Отчёт | Отчёт          | Отчёт                              |
| --- | --------- | --- | -------------- | ---------------------------------- |
| |           | |                |                                    |
| | Лев Генин | Вратари | Евгений Крюков | Судьи: Виктор Воробьёв Моше Элькин |
| |           | |                | Судьи: Виктор Воробьёв Моше Элькин |
| Эдуард Токер (Виталий Панин), Эдуард Токер (Виталий Панин), Эдуард Токер (Александр Шуляев), Сергей Сенин (Эдуард Токер) |           | Амит Малик (Гера Бильдер), Гай Бегун, Николай Екимовский (Борис Мостовой), Амит Малик, Амит Малик (поб. бул.) |                | Судьи: Виктор Воробьёв Моше Элькин |
| |           | |                | Судьи: Виктор Воробьёв Моше Элькин |
| |           | |                | Судьи: Виктор Воробьёв Моше Элькин |
| |           | |                | Судьи: Виктор Воробьёв Моше Элькин |
| |           | |                | Судьи: Виктор Воробьёв Моше Элькин |
| |           | |                |                                    |

| 18 декабря 2017 22:45 | Ришон Монстерс | 5 : 2 (0:0, 1:2, 4:0) | Драгонс — 2 | Айс Пикс, Холон |

| Отчёт | Отчёт      | Отчёт                                                              | Отчёт         | Отчёт                                   |
| --- | ---------- | ------------------------------------------------------------------ | ------------- | --------------------------------------- |
| |            |                                                                    |               |                                         |
| | Рази Брига | Вратари                                                            | Шай Розенберг | Судьи: Виктор Воробьёв Арсений Бондарёв |
| |            |                                                                    |               | Судьи: Виктор Воробьёв Арсений Бондарёв |
| Александр Тейтс (Семён Россоховатский), Александр Тейтс (Александр Довженко), Йосеф Шарим-Шалтиэль, Йосеф Шарим-Шалтиэль |            | Гавриэль Карасин (Борис Котлер), Николай Пархоменко (Борис Котлер) |               | Судьи: Виктор Воробьёв Арсений Бондарёв |
| |            |                                                                    |               | Судьи: Виктор Воробьёв Арсений Бондарёв |
| |            |                                                                    |               | Судьи: Виктор Воробьёв Арсений Бондарёв |
| |            |                                                                    |               | Судьи: Виктор Воробьёв Арсений Бондарёв |
| 4 мин | Штраф      | 10 мин                                                             |               | Судьи: Виктор Воробьёв Арсений Бондарёв |
| |            |                                                                    |               |                                         |
| |            |                                                                    |               |                                         |

| 29 декабря 2017 22:15 | ХК Беэр-Шева | 2 : 5 (0:1, 1:4, 1:0) | Драгонс — 2 | Айс Пикс, Холон |

| Отчёт                                       | Отчёт     | Отчёт | Отчёт         | Отчёт                                     |
| ------------------------------------------- | --------- | --- | ------------- | ----------------------------------------- |
|                                             |           | |               |                                           |
|                                             | Лев Генин | Вратари                                                                                                  | Шай Розенберг | Судьи: Аркадий Хабинский Арсений Бондарёв |
|                                             |           | |               | Судьи: Аркадий Хабинский Арсений Бондарёв |
| Эдуард Токер, Эдуард Токер (Борис Кондаков) |           | Борис Котлер, Гавриэль Карасин (Денис Гущин), Павел Эдельман, Борис Котлер (Денис Гущин), Игорь Власенко |               | Судьи: Аркадий Хабинский Арсений Бондарёв |
|                                             |           | |               | Судьи: Аркадий Хабинский Арсений Бондарёв |
|                                             |           | |               | Судьи: Аркадий Хабинский Арсений Бондарёв |
|                                             |           | |               | Судьи: Аркадий Хабинский Арсений Бондарёв |
| 2 мин                                       | Штраф     | 4 мин |               | Судьи: Аркадий Хабинский Арсений Бондарёв |
|                                             |           | |               |                                           |
|                                             |           | |               |                                           |

| 5 января 2018 23:30 | Цоран Фальконс | 1 : 4 (0:0, 1:1, 0:3) | Ришон Монстерс | Айс Пикс, Холон |

| Отчёт | Отчёт        | Отчёт   | Отчёт      | Отчёт                                |
| ----- | ------------ | ------- | ---------- | ------------------------------------ |
|       |              |         |            |                                      |
|       | Нир Френкель | Вратари | Рази Брига | Судьи: Семён Якубович Максим Гохберг |
|       |              |         |            | Судьи: Семён Якубович Максим Гохберг |
|       |              |         |            | Судьи: Семён Якубович Максим Гохберг |
|       |              |         |            | Судьи: Семён Якубович Максим Гохберг |
|       |              |         |            | Судьи: Семён Якубович Максим Гохберг |
|       |              |         |            | Судьи: Семён Якубович Максим Гохберг |
|       |              |         |            | Судьи: Семён Якубович Максим Гохберг |
|       |              |         |            |                                      |
|       | 2            | Броски  | 2          |                                      |

| 8 января 2018 22:45 | Драгонс — 2 | 6 : 5 (2:2, 1:3, 3:0) | Тель-Монд Уайт Бэрс | Айс Пикс, Холон |

| Отчёт | Отчёт         | Отчёт   | Отчёт          | Отчёт                                |
| ----- | ------------- | ------- | -------------- | ------------------------------------ |
|       |               |         |                |                                      |
|       | Шай Розенберг | Вратари | Евгений Крюков | Судьи: Аркадий Хабинский Моше Элькин |
|       |               |         |                | Судьи: Аркадий Хабинский Моше Элькин |
|       |               |         |                | Судьи: Аркадий Хабинский Моше Элькин |
|       |               |         |                | Судьи: Аркадий Хабинский Моше Элькин |
|       |               |         |                | Судьи: Аркадий Хабинский Моше Элькин |
|       |               |         |                | Судьи: Аркадий Хабинский Моше Элькин |
| 2 мин | Штраф         | 2 мин   |                | Судьи: Аркадий Хабинский Моше Элькин |
|       |               |         |                |                                      |
|       |               |         |                |                                      |

| 19 января 2018 22:00 | Драгонс — 2 | Результат матча отменён | Драгонс — 3 | Айс Пикс, Холон |

| Отчёт | Отчёт | Отчёт | Отчёт | Отчёт |
| ----- | ----- | ----- | ----- | ----- |
|       |       |       |       |       |
|       |       |       |       |       |
|       |       |       |       |       |
|       |       |       |       |       |
|       |       |       |       |       |
|       |       |       |       |       |
|       |       |       |       |       |
|       |       |       |       |       |
|       |       |       |       |       |

| 26 января 2018 22:15 | ХК Беэр-Шева | 9 : 4 (1:3, 7:1, 1:0) | Драгонс — 3 | Айс Пикс, Холон |

| Отчёт | Отчёт                   | Отчёт   | Отчёт          | Отчёт                                  |
| ----- | ----------------------- | ------- | -------------- | -------------------------------------- |
|       |                         |         |                |                                        |
|       | Александр Добровольский | Вратари | Аркадий Черняк | Судьи: Максим Гохберг Арсений Бондарёв |
|       |                         |         |                | Судьи: Максим Гохберг Арсений Бондарёв |
|       |                         |         |                | Судьи: Максим Гохберг Арсений Бондарёв |
|       |                         |         |                | Судьи: Максим Гохберг Арсений Бондарёв |
|       |                         |         |                | Судьи: Максим Гохберг Арсений Бондарёв |
|       |                         |         |                | Судьи: Максим Гохберг Арсений Бондарёв |
| 0 мин | Штраф                   | 0 мин   |                | Судьи: Максим Гохберг Арсений Бондарёв |
|       |                         |         |                |                                        |
|       |                         |         |                |                                        |

| 29 января 2018 22:45 | Сильвер Фокс-2 | 1 : 8 (1:2, 0:4, 0:2) | Ришон Монстерс | Айс Пикс, Холон |

| Отчёт | Отчёт          | Отчёт   | Отчёт      | Отчёт                                 |
| ----- | -------------- | ------- | ---------- | ------------------------------------- |
|       |                |         |            |                                       |
|       | Даниэль Хохман | Вратари | Рази Брига | Судьи: Виктор Воробьёв Максим Гохберг |
|       |                |         |            | Судьи: Виктор Воробьёв Максим Гохберг |
|       |                |         |            | Судьи: Виктор Воробьёв Максим Гохберг |
|       |                |         |            | Судьи: Виктор Воробьёв Максим Гохберг |
|       |                |         |            | Судьи: Виктор Воробьёв Максим Гохберг |
|       |                |         |            | Судьи: Виктор Воробьёв Максим Гохберг |
| 6 мин | Штраф          | 0 мин   |            | Судьи: Виктор Воробьёв Максим Гохберг |
|       |                |         |            |                                       |
|       |                |         |            |                                       |

| 3 февраля 2018 20:30 | Цоран Фэлконс | 6 : 1 (2:0, 1:1, 3:0) | Драгонс — 2 | Айс Пикс, Холон |

| Отчёт | Отчёт | Отчёт | Отчёт | Отчёт |
| ----- | ----- | ----- | ----- | ----- |
|       |       |       |       |       |
|       |       |       |       |       |
|       |       |       |       |       |
|       |       |       |       |       |
|       |       |       |       |       |
|       |       |       |       |       |
|       |       |       |       |       |
|       |       |       |       |       |
|       |       |       |       |       |

| 5 февраля 2018 22:45 | Джерузалем Беэрз | 8 : 2 (2:1, 1:0, 5:1) | ХК Беэр-Шева | Айс Пикс, Холон |

| Отчёт | Отчёт | Отчёт | Отчёт | Отчёт |
| ----- | ----- | ----- | ----- | ----- |
|       |       |       |       |       |
|       |       |       |       |       |
|       |       |       |       |       |
|       |       |       |       |       |
|       |       |       |       |       |
|       |       |       |       |       |
|       |       |       |       |       |
|       |       |       |       |       |
|       |       |       |       |       |

| 19 февраля 2018 22:45 | Сильвер Фокс — 2 | 3 : 4(Б) (0:0, 2:1, 1:2, 0:1) | Драгонс — 3 | Айс Пикс, Холон |

| Отчёт | Отчёт | Отчёт | Отчёт | Отчёт |
| ----- | ----- | ----- | ----- | ----- |
|       |       |       |       |       |
|       |       |       |       |       |
|       |       |       |       |       |
|       |       |       |       |       |
|       |       |       |       |       |
|       |       |       |       |       |
|       |       |       |       |       |
|       |       |       |       |       |
|       |       |       |       |       |

| 23 февраля 2018 23:30 | Ришон Монстерз | 4 : 1 (1:1, 3:0, 0:0) | Драгонс — 2 | Айс Пикс, Холон |

| Отчёт | Отчёт | Отчёт | Отчёт | Отчёт |
| ----- | ----- | ----- | ----- | ----- |
|       |       |       |       |       |
|       |       |       |       |       |
|       |       |       |       |       |
|       |       |       |       |       |
|       |       |       |       |       |
|       |       |       |       |       |
|       |       |       |       |       |
|       |       |       |       |       |
|       |       |       |       |       |

| 5 марта 2018 21:30 | Сильвер Фокс Йехуд | 13 : 2 (6:0, 4:2, 3:0) | Тель-Монд Уайт Бэрс | Айс Пикс, Холон |

| Отчёт | Отчёт | Отчёт | Отчёт | Отчёт |
| ----- | ----- | ----- | ----- | ----- |
|       |       |       |       |       |
|       |       |       |       |       |
|       |       |       |       |       |
|       |       |       |       |       |
|       |       |       |       |       |
|       |       |       |       |       |
|       |       |       |       |       |
|       |       |       |       |       |
|       |       |       |       |       |

| 23 марта 2018 22:00 | ХК Беэр-Шева | 4 : 2 (0:0, 3:0, 1:2) | Ришон Монстерз | Айс Пикс, Холон |

| Отчёт | Отчёт | Отчёт | Отчёт | Отчёт |
| ----- | ----- | ----- | ----- | ----- |
|       |       |       |       |       |
|       |       |       |       |       |
|       |       |       |       |       |
|       |       |       |       |       |
|       |       |       |       |       |
|       |       |       |       |       |
|       |       |       |       |       |
|       |       |       |       |       |
|       |       |       |       |       |

| 26 марта 2018 23:00 | Джерузалем Беэрз | 7 : 2 (2:1, 3:0, 2:1) | Цоран Фэлконс | Айс Пикс, Холон Зрителей: 20 |

| Отчёт | Отчёт | Отчёт               | Отчёт | Отчёт                              |
| --- | ----- | ------------------- | ----- | ---------------------------------- |
| |       |                     |       |                                    |
| |       |                     |       | Судьи: Нир Тихон Аркадий Хабинский |
| |       |                     |       |                                    |
| Даниэль Ратнер Валерий Силютин Дмитрий Розенман Дмитрий Розенман Дмитрий Розенман Дмитрий Розенман Сергей Криштофович |       | Офир Лупо Офир Лупо |       |                                    |
| |       |                     |       |                                    |
| |       |                     |       |                                    |
| |       |                     |       |                                    |
| 16 мин | Штраф | 2 мин               |       |                                    |
| |       |                     |       |                                    |
| |       |                     |       |                                    |

| 16 апреля 2018 22:45 | Сильвер Фокс — 2 | 1 : 10 (1:4, 0:3, 0:3) | Джерузалем Беэрз | Айс Пикс, Холон |

| Отчёт | Отчёт | Отчёт | Отчёт | Отчёт                              |
| ----- | ----- | ----- | ----- | ---------------------------------- |
|       |       |       |       |                                    |
|       |       |       |       | Судьи: Нир Тихон Аркадий Хабинский |
|       |       |       |       |                                    |
|       |       |       |       |                                    |
|       |       |       |       |                                    |
|       |       |       |       |                                    |
|       |       |       |       |                                    |
|       |       |       |       |                                    |
|       |       |       |       |                                    |

| 30 апреля 2018 22:45 | Тель-Монд Уайт Бэрс | 4 : 6 (2:4, 1:1, 1:1) | Драгонс — 2 | Айс Пикс, Холон |

| Отчёт | Отчёт | Отчёт | Отчёт | Отчёт |
| ----- | ----- | ----- | ----- | ----- |
|       |       |       |       |       |
|       |       |       |       |       |
|       |       |       |       |       |
|       |       |       |       |       |
|       |       |       |       |       |
|       |       |       |       |       |
|       |       |       |       |       |
|       |       |       |       |       |
|       |       |       |       |       |

| 7 мая 2018 22:45 | Сильвер Фокс — 2 | Результат матча отменён | Цоран Фэлконс | Айс Пикс, Холон |

| Отчёт | Отчёт | Отчёт | Отчёт | Отчёт |
| ----- | ----- | ----- | ----- | ----- |
|       |       |       |       |       |
|       |       |       |       |       |
|       |       |       |       |       |
|       |       |       |       |       |
|       |       |       |       |       |
|       |       |       |       |       |
|       |       |       |       |       |
|       |       |       |       |       |
|       |       |       |       |       |

| 21 мая 2018 22:45 | Джерузалем Беэрз | 8 : 0 (2:0, 2:0, 4:0) | Ришон Монстерз | Айс Пикс, Холон Зрителей: 20 |

| Отчёт | Отчёт | Отчёт | Отчёт | Отчёт                             |
| --- | ----- | ----- | ----- | --------------------------------- |
| |       |       |       |                                   |
| |       |       |       | Судьи: Максим Буз Виктор Воробьёв |
| |       |       |       |                                   |
| Дмитрий Розенман Дмитрий Розенман Мишель Миллер Валерий Слуцкий Шломо Мизрахи Сергей Криштофович Шломо Мизрахи |       |       |       |                                   |
| |       |       |       |                                   |
| |       |       |       |                                   |
| |       |       |       |                                   |
| 0 мин | Штраф | 2 мин |       |                                   |
| |       |       |       |                                   |
| |       |       |       |                                   |

| 28 мая 2018 22:45 | Джерузалем Беэрз | 5 : 2 (0:0, 1:0, 4:2) | Драгонс — 3 | Айс Пикс, Холон Зрителей: 20 |

| Отчёт                                                                            | Отчёт | Отчёт                    | Отчёт | Отчёт                              |
| -------------------------------------------------------------------------------- | ----- | ------------------------ | ----- | ---------------------------------- |
|                                                                                  |       |                          |       |                                    |
|                                                                                  |       |                          |       | Судьи: Нир Тихон Аркадий Хабинский |
|                                                                                  |       |                          |       |                                    |
| Дмитрий Розенман Алекс Гитлин Дмитрий Розенман Дмитрий Розенман Дмитрий Розенман |       | Нета Хальперт Павел Куно |       |                                    |
|                                                                                  |       |                          |       |                                    |
|                                                                                  |       |                          |       |                                    |
|                                                                                  |       |                          |       |                                    |
| 4 мин                                                                            | Штраф | 4 мин                    |       |                                    |
|                                                                                  |       |                          |       |                                    |
|                                                                                  |       |                          |       |                                    |

## Лучшие бомбардиры чемпионата
| Команда Team                     | Игрок Player                               | Regular Season | Regular Season | Regular Season | Regular Season |
| Команда Team                     | Игрок Player                               | Игры GP        | Шайбы G        | Передачи A     | Очки P         |
| -------------------------------- | ------------------------------------------ | -------------- | -------------- | -------------- | -------------- |
| Джерузалем Беэрз Jerusalem Bears | Дмитрий Розенман Rozenman, Dmitri          | 7              | 19             | 5              | 24             |
| Джерузалем Беэрз Jerusalem Bears | Станислав Ратнер Ratner, Stanislav         | 7              | 5              | 11             | 16             |
| Цоран Фальконс Zoran Falcons     | Эйтан Гофман Hofman, Eytan Rafael          | 6              | 10             | 1              | 11             |
| ХК Беер-Шева HC Beer Sheva       | Эдуард Токер Eduard Toker                  | 7              | 8              | 2              | 10             |
| Джерузалем Беэрз Jerusalem Bears | Валерий Силютин Silutin, Valeri            | 7              | 5              | 4              | 9              |
| Джерузалем Беэрз Jerusalem Bears | Шломо Мизрахи Shlomo Mizrachi              | 7              | 5              | 4              | 9              |
| Цоран Фальконс Zoran Falcons     | Ран Абрамович Ran Abramovich               | 6              | 6              | 3              | 9              |
| Цоран Фальконс Zoran Falcons     | Гай Эйн-Дор Guy EinDor                     | 5              | 5              | 4              | 9              |
| Уайт Беэрз White Bears           | Николай Екимовский Nikolay Ekimovskiy      | 7              | 9              | 0              | 9              |
| Цоран Фальконс Zoran Falcons     | Саги Линшиц Sagi Linshits                  | 6              | 6              | 3              | 9              |
| Джерузалем Беэрз Jerusalem Bears | Сергей Криштофович Sergei Krishtofovich    | 4              | 5              | 3              | 8              |
| Сильвер Фокс-2 Silver Fox-2      | Шимон Эдельштейн Simon Edelstein           | 6              | 6              | 2              | 8              |
| ХК Беер-Шева HC Beer Sheva       | Александр Шуляев Alexander Shulyaev        | 7              | 5              | 3              | 8              |
| Драгонс — 2 Dragons Nes Ziona-2  | Борис Котлер Boris Kotler                  | 6              | 4              | 4              | 8              |
| Ришон Монстерс Rishon Monsters   | Александр Тейтс Alexander Tayts            | 7              | 8              | 0              | 8              |
| Джерузалем Беэрз Jerusalem Bears | Михаэль Миллер Miller, Mishael Matya Noach | 7              | 3              | 4              | 7              |
| Ришон Монстерс Rishon Monsters   | Аркадий Хабинский Arkady Khabinsky         | 7              | 5              | 2              | 7              |
| Драгонс — 3 Dragons Nes Ziona-3  | Нета Хальперт Neta Halpert                 | 6              | 4              | 2              | 6              |
| Сильвер Фокс-2 Silver Fox-2      | Илан Рубенштейн Ilan Rubenstein            | 6              | 6              | 0              | 6              |
| Ришон Монстерс Rishon Monsters   | Андрей Белоусов Andrey Belousov            | 7              | 4              | 1              | 5              |
| Цоран Фальконс Zoran Falcons     | Рон Дискин Ron Diskin                      | 5              | 1              | 4              | 5              |
| Уайт Беэрз White Bears           | Гера Бильдер Gera Bilder                   | 6              | 2              | 3              | 5              |
| Цоран Фальконс Zoran Falcons     | Галь Атлан Atlan, Gal                      | 6              | 3              | 2              | 5              |
| Цоран Фальконс Zoran Falcons     | Идан Куперман Idan Cooperman               | 6              | 1              | 4              | 5              |
| ХК Беер-Шева HC Beer Sheva       | Борис Кондаков Boris Kondakov              | 7              | 3              | 2              | 5              |
| Драгонс — 2 Dragons Nes Ziona-2  | Гавриэль Карасин Gavriel Karasin           | 6              | 5              | 0              | 5              |
| Ришон Монстерс Rishon Monsters   | Семён Россоховацкий Semen Rossokhovatskiy  | 7              | 3              | 2              | 5              |

Примечание: И = Количество проведённых игр; Г = Голы; П = Голевые передачи; О = Очки; Штр = Штрафное время; +/− = Плюс-минус
По данным протоколов сыгранных матчей